# Alberto Gianni
Alberto Gianni (Viareggio, 26 aprile 1891 – Belle Île, 7 dicembre 1930) è stato un inventore italiano.

## Biografia
Alberto Gianni nasce a Viareggio il 26 aprile del 1891 al n°28 di via della Costa (oggi via IV Novembre), frequenta la scuola fino alla quarta elementare ed a soli 10 anni si imbarca come mozzo su una brigoletta. Dopo varie esperienze per ca 10 anni a bordo di diverse navi si arruola come marinaio e sceglie di diventare palombaro. Nel 1912 dopo aver frequentato la scuola del Varignano ottiene il brevetto di torpediniere scelto e minatore palombaro. Viene imbarcato come palombaro sulla nave Classe Regina Elena durante la guerra per la conquista della Libia. A Bengasi riparò un danno all'incrociatore Saint-Bon. Durante la prima guerra mondiale viene richiamato ed assegnato, come palombaro, all'Arsenale di La Spezia. In questo periodo il sommergibile S 3, con 40 uomini di equipaggio, affondò fra le isole della Palmaria e del Tino, a 34 metri di profondità. Gianni incaricato del recupero imbracò il sommergibile di poppa e lo fece sollevare con un grosso pontone, salvando tutti e 40 i marinai. Ma essendo rimasto circa sette ore a quella profondità ed assorbendo una grande quantità di azoto, venne colpito da una grave embolia gassosa, rimanendo cinque giorni fra la vita e la morte. Si salvò ma perse irrimediabilmente l'udito dall'orecchio destro. Alla fine della guerra torna a Viareggio dove in porto non vi erano più velieri e quindi possibilità di imbarco, ma gli viene assegnato un incarico di recupero del carico della nave Fert, affondata presso san Carlos della Rapita in Spagna. Fonda quindi una società di recuperi marittimi con il palombaro Giovanni Francesconi. Armò in successione due navi chiamate Nereide, attrezzate di quanto occorreva per i recuperi. Prima l'una e poi l'altra si incendiarono durante la navigazione ed allora armò un'altra nave in ferro che chiamò Naiade con la quale effettuò presso Suez il recupero di bronzo ed altri metalli della nave russa Perisviet. Per la sua fama ed esperienza nel 1927 viene chiamato dalla Società Recuperi Marittimi nota come SO.RI.MA. del commendatore Giovanni Quaglia con la quale opera fino al giorno della sua tragica morte.
Era il padre di Angelo (1913-1995), docente, storico della letteratura italiana e autore del Dir - Dizionario Italiano Ragionato, Nicla e Iberico (1921-2011), ufficiale sommergibilista pluridecorato e autore di un dizionario di vernacolo viareggino.

## Invenzioni
È noto principalmente per aver ideato e realizzato la camera di decompressione portatile, all'epoca da lui chiamata cassa desazotatrice, e che a differenza della grandi camere di decompressione utilizzate all'epoca per curare la malattia dei cassoni, come era chiamata allora la malattia da decompressione, degli operai che lavoravano anticamente sotto pressione appunto dentro dei grandi cassoni sommersi, per eseguire i lavori sotto il livello dell'acqua, e che era quindi possibile portarla a bordo di navi ed imbarcazioni.
Un'altra sua importante realizzazione è stata la torretta butoscopica: ideata, costruita, montata e collaudata dall'inventore.

## Recuperi
All'epoca ottenne notorietà per la sua attività di esperto palombaro in grado di operare anche a grandi profondità con gli scafandri speciali completamente in metallo.
Famoso fu il caso del vapore spagnolo Cruz affondato sullo Scoglio del Catalano situato al centro ovest delle coste sarde: poiché il naufragio sembrò sospetto, gli assicuratori inglesi cercarono dei palombari giurati in grado di fare delle verifiche, ma data la difficoltà tecnica dell'impresa nessuno accettò l'incarico. Dopo un sopralluogo, Alberto Gianni accettò a condizione di ottenere il doppio del compenso offerto in considerazione della difficoltà del lavoro. La richiesta venne accettata e Gianni portò a termine il suo incarico constatando la natura intenzionale del naufragio. Egli comparve quindi in tribunale a Londra per confermare quanto scoperto e ciò valse un solenne riconoscimento per la sua abilità e per l'eccellenza e il primato dei palombari italiani.
Un altro caso celebre fu il recupero nel Lago di Como del battello-salone Lecco della società Lariana, affondato la sera del 18 marzo 1927 nel porto di Como,
come anche il recupero dell'aereo Idrocorsa Savoia-Marchetti S.65 e del pilota Tommaso Dal Molin nel Lago di Garda il 30 gennaio 1930.
Ma la notizia che probabilmente lo fece conoscere maggiormente anche a livello internazionale fu la localizzazione del relitto della nave Egypt, in Bretagna, Francia, al largo di Brest a circa 120 m di profondità, e che trasportava un preziosissimo carico di lingotti d'oro e d'argento, affondata nell'Oceano Atlantico. Tale localizzazione era stata tentata invano dalle più famose società di recuperi dell'epoca. Quindi alla fine i Lloyd's di Londra incaricarono la più credibile e organizzata SORIMA del commendator Quaglia, che con la nave "Artiglio" su cui operava Alberto Gianni come capo palombaro e direttore delle operazioni subacquee infine riuscì nell'impresa. Le sue gesta vennero così descritte dal noto scrittore giornalista David Scott, che seguiva tutte le vicende dei recuperi della società SORIMA per conto del TIME di Londra vivendo a bordo delle sue navi per ben tre campagne di recupero e per cui scrisse numerosi articoli e due libri.

## La morte

Aristide Franceschi, Alberto Gianni, Alberto Bargellini

Dopo la localizzazione della nave Egypt, per il maltempo e l'impossibilità di effettuarne il suo recupero, in attesa quindi di condizioni meteo adeguate, la società SORIMA ottiene l'incarico di effettuare alcuni recuperi davanti all'Isola di Belle Île, a sud di Brest inviando la nave "Artiglio" con Alberto Gianni sempre a capo delle operazioni. Qui muore tragicamente il 7 dicembre 1930, per una gigantesca esplosione durante lo smantellamento della nave Florence H., affondata piena di esplosivi e munizioni. La nave recuperi "Artiglio" viene travolta, distrutta ed affondata dall'esplosione. Con lui perirono altri due famosi palombari, Alberto Bargellini e Aristide Franceschi, ed altre nove persone di equipaggio. Un tragico epilogo proprio in un momento di grande euforia dato dalla reale possibilità di mettere mano ad un prezioso tesoro sommerso.

## L'oro dell'Egypt

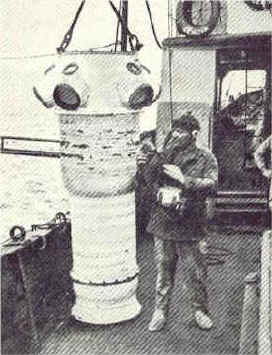
La torretta butoscopica

Il recupero di tutto il tesoro dell'Egypt venne poi effettuato dalla stessa SORIMA che per l'occasione armò una nuova nave chiamandola "Artiglio II", e per cui tutta l'operazione ottenne un successo clamoroso a livello Internazionale poiché fu la prima operazione al mondo di recupero ad alta profondità, cosa ritenuta impossibile a quei tempi, effettuata dai subacquei italiani e resasi possibile grazie all'organizzazione lasciata da Alberto Gianni e l'utilizzo delle sue invenzioni, importantissima fu principalmente la torretta butoscopica. Per l'occasione furono inviate le congratulazioni da tutto il mondo, di rilievo quelle del Re d'Inghilterra, e quelle enfatiche di Benito Mussolini e dall'allora ministro delle comunicazioni Costanzo Ciano.

## Riconoscimenti
- Award alla Memoria della Historical Diving Society Italia, HDS Italia (1996)[6]
- Dedica ad Alberto Gianni del museo della marineria di Viareggio[7]
- Medaglia d'oro al merito di Marina  decreto del 13/12/2002